# Friedrich Johann Lorenz Meyer
Friedrich Johann Lorenz Meyer (Amburgo, 22 gennaio 1760 – 22 ottobre 1844) è stato un avvocato tedesco, dichiarato sostenitore della rivoluzione francese; si è dedicato alla letteratura di viaggio.

## Biografia
Figlio del commerciante di vino Johann Lorentz Meyer (1696-1770) e della sua seconda moglie Katharina Maria Kern (1723-1803), si laureò in legge all'Università di Gottinga. Dopo la laurea compì un lungo viaggio di studio attraverso la Svizzera, l'Italia e la Francia, prima di stabilirsi temporaneamente come avvocato nella città natale di Amburgo nel 1784.
Friedrich Johann Lorenz Meyer si sposò con Sophie Friederike Amalie Boehmer (1766-1840), figlia del professore di diritto e consigliere privato Georg Ludwig Böhmer, dalla quale ebbe tre figli.

## Scelta di opere
- Blick auf die Domkirche in Hamburg, Amburgo, Nestler, 1804 ("Veduta della cattedrale di Amburgo")
- Briefe aus der Hauptstadt und dem Innern Frankreichs, Cotta, Tubinga - I volume 1802, II volume 1803 ("Lettere dalla capitale e dall'interno della Francia")
- Darstellungen aus Russland's Kaiserstadt und ihrer Umgegend bis Gross-Nowgorod, Nestler, Amburgo, 1829 ("Descrizione della città imperiale russa di Novgorod)
- Darstellungen aus Nord-Deutschland, Schramm, Kiel, 1815 (Descrizione della Germania settentrionale")
- Darstellungen aus Italien, Voss, Berlino, 1792 ("Descrizione dell'Italia")
- Fragmente aus Paris im IVten Jahr der Französischen Republik, Karl Ernst Bohn, Hamburg, 1797, in 2 volumi ("Frammenti da Parigi nel 4º anno della Repubblica francese")